# Xystrocera asperata
Xystrocera asperata là một loài bọ cánh cứng trong họ Cerambycidae.